# Saccharicoccus sacchari
Saccharicoccus sacchari är en insektsart som först beskrevs av Cockerell 1895.  Saccharicoccus sacchari ingår i släktet Saccharicoccus och familjen ullsköldlöss. Inga underarter finns listade i Catalogue of Life.